# Danilo Riethmüller
Danilo Riethmüller (* 13. November 1999 in Blankenburg) ist ein deutscher Biathlet. Er gab 2024 sein Weltcupdebüt und erreichte bislang einen Podestplatz.

## Werdegang
Danilo Riethmüller stammt aus Hasselfelde im Harz, wo er beim örtlichen Skiverein mit dem Skisport anfing. 2011 begann er mit dem Biathlon und ging ans Skiinternat Harz in Clausthal-Zellerfeld. Nach dem Realschulabschluss 2017 absolvierte er eine Ausbildung im Rahmen der Spitzensportförderung bei Bundespolizei, die er als Polizeimeister abschloss.
Riethmüller startet seit 2011 für den WSV Clausthal-Zellerfeld. Er lebt seit 2017 in Oberhof und trainiert am dortigen Olympiastützpunkt in der Trainingsgruppe mit den IBU- und Weltcupathleten. Diese wird von Jens Filbrich, Erik Lesser und Marko Danz betreut; bis 2023 war auch Mark Kirchner Teil des Trainerteams.

### Anfänge (bis 2018)
Danilo Riethmüller war von Beginn seiner Karriere an der stärkste Biathlet seines Jahrgangs in Deutschland. Bereits den Schülercup mit dem Luftgewehr konnte er 2014 für sich entscheiden. In seiner ersten Deutschlandpokalsaison 2014/15 gewann er die Gesamtwertung in der Altersklasse 16 nach sechs Siegen in zehn Rennen mit deutlichem Vorsprung, woraufhin er vom Deutschen Skiverband (DSV) erstmals in den Nachwuchskader aufgenommen wurde.
Nachdem Riethmüller in der Folgesaison bis Ende Januar fünf von sechs Rennen im Deutschlandpokal gewonnen hatte, wurde er für seinen ersten internationalen Wettkampf, die Olympischen Jugend-Winterspiele 2016 in Lillehammer nominiert. Dort lief er in den Einzelwettbewerben dreimal in die Top 10 und er gewann die Silbermedaille mit der Mixed-Staffel. Am Ende der Saison gewann er erneut mit großem Vorsprung die Deutschlandpokal-Wertung seiner Altersklasse 17.
Auch in der ältesten Jugendklasse 18/19 knüpfte Riethmüller an seine Leistungen aus den Vorjahren an. Bis Ende Januar 2017 gewann er drei von fünf Deutschlandpokalrennen, an denen er teilnahm. In der Folge wurde er Anfang Februar 2017 für die Junioreneuropameisterschaften in Nové Město na Moravě nominiert, wo er als 17-jähriger mit zwei zehnten Plätzen sein Debüt bei den Junioren (U21) gab. Bei den Juniorenweltmeisterschaften Ende desselben Monats in Brezno-Osrblie nahm er an den Einzelrennen der Jugendkategorie (U19) teil, bei denen er in Einzel und Sprint Bronze gewann, sowie am Staffelrennen der Junioren (U21), in dem die deutsche Mannschaft ebenfalls Dritte wurde.
Zur Saison 2017/18 rückte Riethmüller, obwohl er noch zur Jugend gehörte, in die Junioren-Lehrgangsgruppe 2a des DSV auf. Bei den Deutschen Meisterschaften in September erreichte er zwei Top-10-Plätze. Im Dezember nahm er am IBU-Junior-Cup teil und belegte im Einzel in Ridnaun sein erstes Podest in dieser Rennserie. Im Januar konnte er Nové Město mit den Plätzen zwei und vier an diese Leistungen anknüpfen. Von den sieben Deutschlandpokalrennen, die er Anfang 2018 lief, konnte er fünf gewinnen. Bei den Juniorenweltmeisterschaften in Otepää ging er in allen Rennen in der Juniorenklasse an den Start. Sein bestes Ergebnis war ein vierter Platz im Einzel, in Sprint und Verfolgung wurde er jeweils Neunter und mit der Staffel Sechster.

### Schneller Aufstieg und Junioren-Weltmeistertitel (2018 bis 2020)
Bei den Deutschen Meisterschaften 2018 im September gelang Riethmüller erneut ein Top-10-Platz im Sprint. Die Wintersaison startete er erneut im Dezember im IBU-Junior-Cup, wobei er in Lenzerheide und Les Rousses als bestes Ergebnis zwei siebte Plätze erreichte. Anfang Januar 2019 qualifizierte Riethmüller sich im Deutschlandpokal für die Juniorenweltmeisterschaften, die Ende des Monats wie zwei Jahre zuvor in Orsblie stattfanden. Im Einzel gewann er mit Laufbestzeit die Bronzemedaille, zudem führte er die Staffel als Schlussläufer zu Silber. In Sprint und Verfolgung wurde er Elfter und Siebter. Nach diesen Leistungen wurde Riethmüller für die Europameisterschaften Ende Februar in Minsk-Raubitschy nominiert und gab dort mit den Plätzen 21, 35 und 32 sein Debüt im internationalen Erwachsenenbereich. Auch den Rest der Saison bestritt er im IBU-Cup. In Otepää erreichte er als Sechster seine erste Top-10-Platzierung und in Martell Mitte März mit Platz sechs als 19-Jähriger seine erste Podestplatzierung in der zweithöchsten Rennserie.
Auch den Winter 2019/20 begann Danilo Riethmüller im IBU-Cup. Er konnte allerdings im Dezember nicht an seine Ergebnisse aus dem März der Vorsaison anknüpfen und belegte bei den ersten drei Stationen in Sjusjøen, Ridnaun und Obertilliach zumeist Plätze jenseits von 20. Nach dem Jahreswechsel gelang ihm in Osrblie sein erster Top-10-Platz der Saison. Danach nahm er Ende Januar erneut an den Juniorenweltmeisterschaften in Lenzerheide teil. Bei diesen gewann er mit der deutschen Staffel Silber und lief in der Verfolgung von Platz sieben auf Platz eins zu seinem ersten Juniorenweltmeistertitel vor. Ende Februar nahm er an den Europameisterschaften, wiederum in Minsk, teil, kam aber über einen 39. Platz nicht hinaus. Seine letzten Rennen der Saison bestritt er im März bei den Junioreneuropameisterschaften, die aufgrund der beginnenden COVID-19-Pandemie abgebrochen werden mussten.

### Stagnation und Probleme (2020 bis 2023)
In der Saison 2020/21 begann der IBU-Cup ebenfalls aufgrund der Pandemie erst im Januar. Zum Auftakt am Arber erreichte Riethmüller einen achten Platz und gewann sein erstes Rennen mit der Staffel. Bei den Europameisterschaften Ende Januar in Duszniki-Zdrój war sein bestes Ergebnis ein zwölfter Platz im Sprint. Ende Februar nahm er in Obertilliach an seinen letzten Juniorenweltmeisterschaften teil. Mit den Plätzen 15, 19 und neun in den Einzelrennen sowie fünf mit der Staffel konnte er seine Erfolge aus dem Vorjahr nicht wiederholen.
Zur Saison 2021/22 wurde Riethmüller vom DSV in die Lehrgangsgruppe 1b, d. h. das B-Team, aufgenommen. Bei den Deutschen Meisterschaften im September am Arber gewann er als Dritter im Sprint seine erste Medaille. Zu Beginn des Winters startete er im IBU-Cup. Dort konnte er im Dezember in Idre, Sjusjøen und Obertilliach erneut die vorderen Ränge nicht erreichen; seine besten Ergebnisse waren ein 16. und ein 17. Platz. Nachdem die Rennen Anfang Januar in Osrblie ähnlich verlaufen waren, verlor er seinen Startplatz und verpasste damit auch die Heim-Europameisterschaften am Arber. Den Rest der Saison verbrachte er im drittklassigen Deutschlandpokal, wo seine besten Ergebnisse in sieben Rennen drei zweite Plätze waren.
Im September 2022 lief Riethmüller bei den Deutschen Meisterschaften in Oberhof im Sprint als Vierter nur knapp an einer Medaille vorbei. Vor Beginn des Winters verpasste er die Qualifikation für die internationalen Startplätze. Er begann seine Saison als Gaststarter im Austria-Cup, rückte schließlich aufgrund eines Ausfalls im Weltcupteam für den letzten IBU-Cup vor Weihnachten in Ridnaun in die Mannschaft, belegte aber nur die Plätze 60, 39 und 46. Im Januar erhielt er auf der Pokljuka einen weiteren Einsatz und erreichte wiederum nur Platz 51. Mit diesem Ergebnis verpasste er erneut die Europameisterschaften und musste im Deutschlandpokal starten. Dort gewann er im Februar drei von vier Rennen, wurde aber nicht wieder für den IBU-Cup nominiert, da die deutsche Mannschaft nur mit einem vierköpfigen Team an den Rennen im kanadischen Canmore teilnahm.

### Durchbruch im Weltcup (Saison 2023/24)
Für die Saison 2023/24 wurde Danilo Riethmüller vom DSV in den Förderkader zurückgestuft. Nachdem er im Sommer seine Ernährung umgestellt und elf Kilo abgenommen hatte, zeigte er sich im Winter im Vergleich zu den Vorjahren eine deutlich verbesserte Laufleistung. Bei der deutschen IBU-Cup-Qualifikation in Martell gewann er beide Rennen klar und erhielt somit einen Startplatz für den Saisonauftakt in Kontiolahti. Dort gelangen ihm mit den Plätzen acht und fünf seine besten Rennen seit mehreren Jahren. Auch bei den nächsten Stationen in Idre und Sjusjøen konnte er mit weiteren Top-10-Plätzen an diese Leistungen anknüpfen.
Nach dem Jahreswechsel steigerte Riethmüller seine Leistungen im Vergleich zum Dezember noch einmal. Mit Laufbestzeit in allen Rennen in Martell erreichte er einen vierten und zwei dritte Plätze und damit auch seine ersten IBU-Cup-Podestplatzierungen seit 2019. In der Folgewoche in Ridnaun gewann er nach einem weiteren dritten Platz im Sprint im Massenstart 60 fehlerfrei sein erstes Rennen in dieser Rennserie.
Am 18. Januar 2024 erhielt Riethmüller nach einem kurzfristigen Ausfall von Philipp Horn spontan einen Startplatz für das verkürzte Einzel beim Weltcup in Antholz. Bei seinem Debüt in der höchsten Rennserie erreichte er mit einem Schießfehler überraschend den siebten Platz. Mit diesem Ergebnis qualifizierte er sich zudem für den folgenden Massenstart, in dem er dann den 24. Platz erreichte. Platz sieben bedeutete zudem die WM-Norm des Deutschen Skiverbandes, Riethmüller wurde aber nicht für die Titelkämpfe in Nové Město nominiert. Die Europameisterschaften in Osrblie ließ er aus Gründen der Belastungssteuerung ebenfalls aus.
Nachdem Riethmüller am Arber und in Obertilliach im IBU-Cup zwei weitere Top-10-Platzierungen erzielt hatte, belegte er in der Gesamtwertung den sechsten Platz. Damit erhielt er einen zusätzlichen Startplatz für die letzten beiden Weltcups in Nordamerika. In Soldier Hollow erreichte er im Sprint den 23. und in der Verfolgung den 16. Platz. Beim Weltcupfinale in Canmore erreichte er im Sprint als Neunter mit der fünften Laufzeit seine zweite Top-10-Platzierung. Die Saison beendete Riethmüller auf dem 37. Platz in der Weltcup-Gesamtwertung.

### Saison 2024/25
Zur Saison 2024/25 wurde Danilo Riethmüller vom Deutschen Skiverband in die Lehrgangsgruppe 1a, d. h. die A-Nationalmannschaft aufgenommen.
Nach den Qualifikationsrennen der deutschen Mannschaft Mitte November 2024 in Vuokatti wurde Riethmüller für den Weltcup-Auftakt in Kontiolahti nominiert. Dort belegte er zunächst im Einzel Platz 30 und im Sprint Platz 21, bevor er im Massenstart als Vierter das Podium nur knapp verpasste. In der Folgewoche in Hochfilzen verpasste er mit fünf Schießfehlern im Sprint als 72. die Qualifikation für die Verfolgung und schoss auch in der Staffel eine Strafrunde. In Le Grand-Bornand lief er nach Platz 29 im Sprint in der Verfolgung mit der besten Nettozeit des Starterfelds auf Platz sieben vor. Im abschließenden Massenstart erreichte er als Zweiter hinter Tarjei Bø den ersten Podestplatz seiner Karriere.

## Statistik

### Weltcupbilanz
Die Tabelle zeigt alle Platzierungen (je nach Austragungsjahr einschließlich Olympische Spiele und Weltmeisterschaften).
- 1.–3. Platz: Anzahl der Podiumsplatzierungen
- Top 10: Anzahl der Platzierungen unter den ersten zehn (einschließlich Podium)
- Punkteränge: Anzahl der Platzierungen innerhalb der Punkteränge (einschließlich Podium und Top 10)
- Starts: Anzahl gelaufener Rennen in der jeweiligen Disziplin
- Staffel: inklusive Mixed- und Single-Mixed-Staffeln

| Platzierung              | Einzel | Sprint | Verfolgung | Massenstart | Staffel | Gesamt |
| ------------------------ | ------ | ------ | ---------- | ----------- | ------- | ------ |
| 1. Platz                 |        |        |            |             |         |        |
| 2. Platz                 |        |        |            | 1           |         | 1      |
| 3. Platz                 |        |        |            |             |         |        |
| Top 10                   | 1      | 1      | 1          | 2           | 2       | 7      |
| Punkteränge              | 2      | 4      | 3          | 4           | 2       | 15     |
| Starts                   | 2      | 5      | 3          | 4           | 2       | 16     |
| Stand: 22. Dezember 2024 |        |        |            |             |         |        |

### Weltmeisterschaften
| Jahr | Ort         | Einzelwettbewerbe | Einzelwettbewerbe | Einzelwettbewerbe | Einzelwettbewerbe | Staffelwettbewerbe | Staffelwettbewerbe | Staffelwettbewerbe |
| Jahr | Ort         | Einzel            | Sprint            | Verfolgung        | Massenstart       | Männerstaffel      | Mixedstaffel       | S.-M.-Staffel      |
| ---- | ----------- | ----------------- | ----------------- | ----------------- | ----------------- | ------------------ | ------------------ | ------------------ |
| 2025 | Lenzerheide | 22.               | 40.               | 50.               | –                 | 3.                 | –                  | –                  |

### Europameisterschaften
| Europameisterschaften | Europameisterschaften | Einzel | Sprint | Verfolgung | Super- sprint | Mixed- Staffel | Single-Mixed- Staffel |
| Jahr                  | Ort                   | Einzel | Sprint | Verfolgung | Super- sprint | Mixed- Staffel | Single-Mixed- Staffel |
| --------------------- | --------------------- | ------ | ------ | ---------- | ------------- | -------------- | --------------------- |
| 2019                  | Minsk-Raubitschy      | 21.    | 35.    | 32.        | n.a.          | –              | –                     |
| 2020                  | Minsk-Raubitschy      | n.a.   | 39.    | 49.        | 43.           | –              | –                     |
| 2021                  | Duszniki-Zdrój        | 22.    | 12.    | 48.        | n.a.          | –              | –                     |

### Juniorenweltmeisterschaften
| Weltmeisterschaften | Weltmeisterschaften | Weltmeisterschaften | Einzel | Sprint | Verfolgung | Staffel |
| Jahr                | Ort                 | Altersklasse        | Einzel | Sprint | Verfolgung | Staffel |
| ------------------- | ------------------- | ------------------- | ------ | ------ | ---------- | ------- |
| 2017                | Brezno-Osrblie      | Jugend              | 3.     | 6.     | 3.         | –       |
| 2017                | Brezno-Osrblie      | Junioren            | –      | –      | –          | 3.      |
| 2018                | Otepää              | Junioren            | 4.     | 9.     | 9.         | 6.      |
| 2019                | Brezno-Osrblie      | Junioren            | 3.     | 11.    | 7.         | 2.      |
| 2020                | Lenzerheide         | Junioren            | 14.    | 7.     | 1.         | 2.      |
| 2021                | Obertilliach        | Junioren            | 15.    | 19.    | 9.         | 5.      |